# Mobb Deep
Mobb Deep bylo americké duo z města New York, které tvořili rapper a producent Havoc a rapper Prodigy. Duo proslulo v devadesátých letech 20. století, jako velmi kritičtí zástupci subžánru hardcore hip hop. Největším úspěchem byla píseň "Shook Ones pt. II." (1995), popřípadě Survival of the Fittest (1995). Dohromady prodali přes tři miliony desek. Jejich album "The Infamous" se může pyšnit exkluzivním označením "Klasické album".

## Počátky
Duo začalo rapovat na konci osmdesátých let 20. století na střední škole. Zpočátku si říkali "Poetical Profits", ale později si jméno změnili na Mobb Deep. V sedmnácti letech vydali své první album Juvenile Hell, album nebylo přijato zrovna kladně, prodeje byly skromné a kritiky průměrné. V roce 1993 Havoc hostoval na albu tehdy oblíbeného rappera Black Moon.

## Vrchol
V roce 1995 se stali slavnými jako vypravěči příběhů pouličního života a kritiky domovních projektů Queensbridge Houses. Jejich album The Infamous se i proto stalo jedním z legendárních alb. Album, s ústřední písní Shook Ones pt. II., se dočkalo vysokých prodejů a kladné kritiky. Právě toto album duo vyhouplo na vrchol.
Album Hell on Earth vydané v roce 1996 debutovalo jako #6 v hitparádě Billboard. Díky tomuto počinu se zařadili mezi legendy East Coast rapu jako jsou The Notorious B.I.G., Jay-Z a Nas.
V roce 1999 vydali další album Murda Muzik, které debutovalo jako #3 na Billboard. V tomto roce vydal své sólové album rapper Prodigy, které se stalo zlatým.

## Úpadek
V roce 2003 začalo mít duo spor s rapperem Jay-Z a jejich image se změnila v gangsta rap. Poté však začalo duo zvolňovat svůj projev a víc se soustředilo na rádiové hity, které již nemohly být tak radikální, tím ovšem ztratili řadu svých fanoušků a zaznamenali hluboký pokles prodejů. V říjnu 2007 byl rapper Prodigy poslán na tři a půl roku do vězení za nelegální držení zbraně. V roce 2009 Bylo duo propuštěno z nahrávací společnosti G-Unit Records, pod kterou vydali album Blood Money (2006). Roku 2011 se po deseti letech vrátili k Sony Music, kde se chystali nahrát své nové album nazvané Mobb Deep. Z toho sešlo kvůli vzájemným sporům, které se ale časem urovnaly. V roce 2014 vydali dvojalbum s názvem The Infamous Mobb Deep. První CD obsahuje nové písně a druhé dříve nezveřejněné písně nahrávané v letech 1994 a 1995.

## Konec
Dne 20.6.2017 byl Prodigy nalezen mrtvý v Las Vegas. Příčinou úmrtí byly komplikace spojené s onemocněním srpkovitou anémií, Prodigy s nemocí bojoval už od dětství.

## Diskografie

### Studiová alba
| Rok  | Album                                                                             | Nejvyšší umístění v hitparádě | Nejvyšší umístění v hitparádě | Nejvyšší umístění v hitparádě | Nejvyšší umístění v hitparádě | Certifikace   |
| Rok  | Album                                                                             | US 200                        | US Hip-Hop                    | US Rap                        | CAN                           | Certifikace   |
| ---- | --------------------------------------------------------------------------------- | ----------------------------- | ----------------------------- | ----------------------------- | ----------------------------- | ------------- |
| 1993 | Juvenile Hell - Vydáno: 13. dubna 1993 - Vydavatel: 4th & B'way, Island, PolyGram | -                             | -                             | -                             | -                             | US: /         |
| 1995 | The Infamous - Vydáno: 25. dubna 1995 - Vydavatel: Loud, RCA, BMG                 | 15                            | 3                             | -                             | -                             | US: zlatá     |
| 1996 | Hell on Earth - Vydáno: 19. listopadu 1996 - Vydavatel: Loud, RCA, BMG            | 6                             | 1                             | -                             | -                             | US: zlatá     |
| 1999 | Murda Muzik - Vydáno: 17. srpna 1999 - Vydavatel: Loud, Columbia                  | 3                             | 2                             | -                             | 6                             | US: platinová |
| 2001 | Infamy - Vydáno: 11. prosince 2001 - Vydavatel: Loud, Columbia, SME               | 22                            | 1                             | -                             | -                             | US: zlatá     |
| 2004 | Amerikaz Nightmare - Vydáno: 10. srpna 2004 - Vydavatel: Infamous, Jive, BMG      | 4                             | 2                             | -                             | -                             | US: /         |
| 2006 | Blood Money - Vydáno: 2. května 2006 - Vydavatel: G-Unit, Interscope, Universal   | 3                             | 1                             | 1                             | 6                             | US: /         |
| 2014 | The Infamous Mobb Deep - Vydáno: 1. dubna 2014 - Vydavatel: Infamous, RED         | 49                            | 10                            | 5                             | -                             | US: /         |

### EP
- 2011 - The Black Cocaine

### Kompilace
Life of the Infamous: The Best of Mobb Deep (2006)
- Vydáno: 31. října 2006
- Vydavatel: Loud Rec., Legacy Rec.

The Infamous Archives (2007)
- Vydáno: 13. března 2007
- Vydavatel: Streetcore Music Rec.

The Infamous Instrumentals (2008)
- Vydáno: 24. února 2008
- Vydavatel: Green Streets Rec.

The Safe is Cracked (2009)
- Vydáno: 7. dubna 2009
- Vydavatel: Siccness Rec.

### Úspěšné singly
- 1995 - "Shook Ones pt. II."
- 1995 - "Survival of the Fittest"
- 1996 - "Hell On Earth"
- 1999 - "Quiet Storm"
- 2002 - "Burn" (ft. Big Noyd & Vita)
- 2002 - "Hey Luv" (ft. 112)
- 2004 - "Got It Twisted"